# Jan Jansson (fotbollsspelare)
Jan Jansson, född 26 januari 1968 i Mörbylånga på Öland, är en svensk före detta fotbollsspelare (mittfältare) och en av Ölands mest välmeriterade spelare någonsin.

## Karriär

### Ungdomsåren
Jansson började spela fotboll i öländska Mörbylånga GoIF. Han lämnade klubben 1985 för allsvenskt spel med Kalmar FF. Därifrån värvades han av lokalkonkurrenten Östers IF år 1988 då Kalmar åkt ur allsvenskan året innan.

### Landslagskarriär och proffs i England
Jansson spelade i 5 år för Östers IF, med en andraplats i Allsvenskan 1992 som bästa placering lagmässigt. Då hade Jansson debuterat i A-landslaget den 21 augusti 1991 i en träningslandskamp mot Polen, då han kom in som avbytare. Han togs även ut i Tommy Svenssons trupp till EM 1992, men blev utan speltid i mästerskapet.
Efter över 100 matcher i Öster värvades Jansson 1993 till IFK Norrköping och hjälpte klubben nå en andraplats i Allsvenskan. 10 november 1993 var han i startelvan i landslaget, i den avslutande kvalmatchen till VM 1994, på Ernst-Happel stadion mot Österrike.
Den 18 februari 1994 spelade Jansson sin sjunde och sista A-landskamp, i Miami mot Colombia. Den 12 maj samma år avgjorde Jansson finalen i Svenska cupen med ett Golden goal när IFK Norrköping vann mot Helsingborgs IF.
1996 blev Jansson utlånad till engelska Port Vale som då spelade i den engelska andra divisionen. Han hjälpte laget att nå en åttonde plats i ligan, som då blev en av de mest framgångsrika säsongerna i klubbens historia. Sommaren 1997 köpte Port Vale loss honom för £200,000, och blev kvar i England till 1999. Jansson gjorde 6 mål på de 51 matcher han spelade för klubben, och kom att göra några viktiga mål när Port Vale behöll sin plats i dåvarande Championship.  Jansson återvände till Sverige och IFK Norrköping, och spelade där fram till 2002, innan karriären avslutades i Linköpings FF.

### Avskedet
Mitt under säsongen 2003 slutade Jan Jansson spela fotboll då han kände att "glöden hade falnat".
Janne bor idag tillsammans med fru och två barn i staden Norrköping.